# Buče, Kozje
Buče so naselje v Občini Kozje.
Skozi Buče pelje 7 km dolga lokalna cesta, ki mimo vinogradnih krajev povezuje občinsko središče s Prelaskim v dolini Sotle. Okoli 2 km južno od naselja je na kraškem območju zanimiva zatrepna dolina Gruska z dvema manjšima jamama in lehnjakovim slapom.

## Ljudje, povezani s krajem
- Stanko Lorger